# Abas Ermenji
Abas Ermenji, född den 11 december 1913 i Skrapari i Albanien, död den 10 mars 2003 i New York i USA, var en albansk politiker och motståndskrigare.
Han studerade vid Paris universitet mellan 1934 och 1938. Vid hemkomsten till Albanien blev han lärare vid det franska lyceet i Korça. Han blev arresterad i samband med en antifascistisk manifestation 1939 men frisläpptes inom kort. Han var medlem i och organisatör för Nationella fronten (på albanska Balli Kombëtar) under andra världskriget. Efter det kommunistiska maktövertagandet gick han i exil i Frankrike. Han gick med i Shqipëria e Lirë (på svenska Det fria Albanien), vars mål var att störta kommunistregimen i Albanien. Efter kommunismens fall var han i två omgångar mellan 1994 och 1998 partiledare för det återupplivade Nationella fronten. Han var också författare till ett biografiskt verk över Skanderbeg, Vendi që zë Skënderbeu në Historinë e Shqipërisë (Paris, 1968).